# Poza Azul
Poza Azul är en ort i Mexiko.   Den ligger i kommunen Salto de Agua och delstaten Chiapas, i den sydöstra delen av landet, 700 km öster om huvudstaden Mexico City. Poza Azul ligger 10 meter över havet och antalet invånare är 196.
Terrängen runt Poza Azul är kuperad åt sydväst, men åt nordost är den platt. Runt Poza Azul är det ganska glesbefolkat, med 38 invånare per kvadratkilometer. Närmaste större samhälle är Salto de Agua, 1,3 km sydost om Poza Azul. Trakten runt Poza Azul består till största delen av jordbruksmark.